# Sahel
Il Sahel (dall'arabo Sahil, "bordo del deserto") è una fascia di territorio dell'Africa subsahariana, estesa tra il deserto del Sahara a nord, la savana sudanese a sud, l'oceano Atlantico a ovest e il Mar Rosso a est, e che copre (da ovest a est) i seguenti Stati: Senegal, la parte sud della Mauritania, il centro del Mali, la parte nord del Burkina Faso, la parte centrale del Niger, la parte nord della Nigeria e del Camerun, la parte centrale del Ciad, la parte nord della Repubblica Centrafricana, il sud del Sudan e il nord del Sudan del Sud, e infine l'Eritrea e l'Etiopia. Costituisce una zona di transizione tra l'ecozona paleartica e quella afrotropicale, ovvero un'area di passaggio climatico dall'area arida del Sahara a quella fertile della savana arborata sudanese.

## Storia

### Carestie
Nel 1972 il Sahel fu colpito da uno dei gravi e ricorrenti eventi di carestie e siccità, che fece registrare numerose morti per fame. La carestia, dovuta a diversi raccolti negativi consecutivi, e la crisi profonda dell'agricoltura, provocarono, oltre alla distruzione quasi integrale del patrimonio zootecnico, ingenti migrazioni verso sud della popolazione saheliana, che innescarono processi di inurbamento eccessivo nelle zone d'arrivo. Nel 1973 fu costituito un Comitato permanente interstatale per la lotta alla siccità nel Sahel (CILSS) che riuniva diversi degli stati africani e della regione (Senegal, Mauritania, Mali, Burkina Faso, Niger, Ciad, Capo Verde, Gambia e Guinea-Bissau). Tutt'oggi la crisi alimentare è ancora presente e decine di migliaia di casi di malnutrizione si registrano in tutta la regione (in particolare in Niger).

### Insurrezioni islamiche
A partire dal 2007 la regione, già interessata dalla presenza di cellule qaediste dal 2001, ha vissuto un incremento dell'emergenza terroristica di matrice islamista (salafita) radicale soprattutto nell'area nord-occidentale (Mauretania, Mali, Niger, Algeria meridionale), con la secessione de facto del nord del Mali. La presenza dei gruppi di Al-Qaida nel Maghreb Islamico (Aquim), del gruppo Ansar Dine guidato da Iyad ag Ghali, sostenuti dai ribelli tuareg che hanno dichiarato l'indipendenza dell'Azauad (tra cui il Movimento Nazionale di Liberazione dell'Azawad), insediati principalmente nel nord del Mali, è radicata in tutta la parte centrale e occidentale del Sahel.
Le forze terroristiche si sono rese responsabili negli anni 2000 del rapimento e dell'uccisione di turisti stranieri, diplomatici e soldati algerini e maliani, di un attentato all'ambasciata israeliana di Nouakchott, capitale mauretana, nel 2008 e di un altro a quella francese nella stessa città nel 2009. Nel 2010, in luglio, le forze armate del Mali, con l'appoggio di truppe francesi, avviarono un'operazione militare contro le forze dei ribelli, replicata poi nel giugno 2011.
Il 12 ottobre 2012, con l'aggravamento della crisi nell'area e a seguito della richiesta di aiuto inviata dal neonato governo di unità nazionale guidato da Modibo Diarra, il Consiglio di sicurezza delle Nazioni Unite ha adottato la risoluzione 2071 che dispone un intervento armato a guida della Unione africana con l'apporto delle forze Nato e dei paesi occidentali. L'11 gennaio 2013 il presidente francese François Hollande, a seguito di una nuova richiesta del governo maliano guidato da Dioncounda Traoré di intervento urgente, predispose un nuovo invio di truppe francesi.

## Geografia

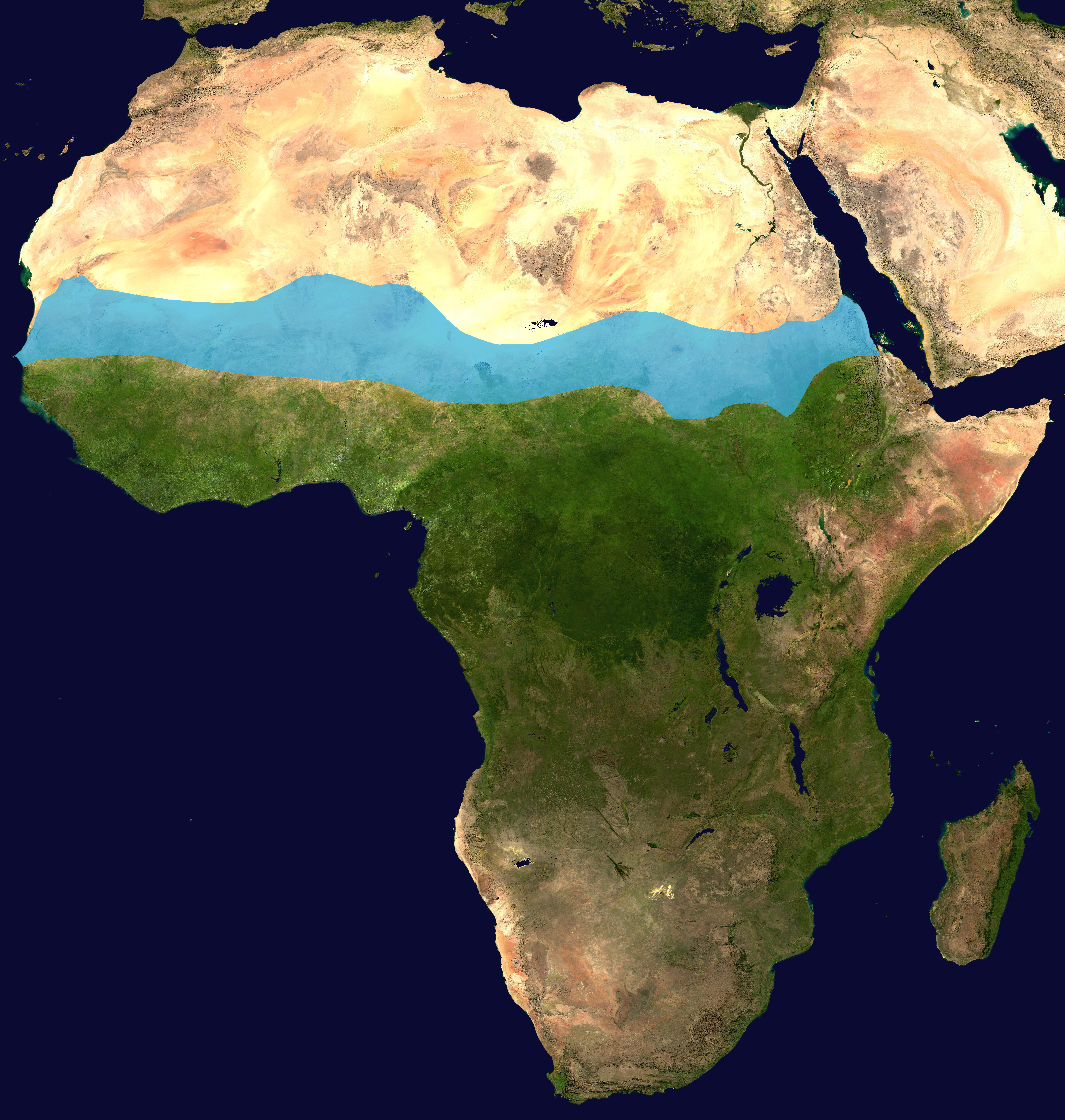
Foto satellitare dell'Africa. Il Sahel è la fascia (celeste) di transizione tra le zone desertiche e le zone coperte da vegetazione

Il territorio del Sahel consiste, prevalentemente, in deserto e si estende dall'Oceano Atlantico fino al Corno d'Africa, passando dagli Stati dell'Africa Centro Settentrionale quali:
- Mauritania
- Mali
- Burkina Faso
- Niger
- Ciad
- Senegal
- Sudan
- Eritrea

Nel corso della storia è stata la terra in cui si sono sviluppati alcuni dei più avanzati e potenti regni del continente africano, indicati spesso come Regni saheliani
È un'area ad alto tasso di desertificazione: le popolazioni che abitano il Sahel si trovano a fronteggiare le emergenze alimentari connesse all'approvvigionamento idrico della zona, molto carente a causa della perenne siccità. La principale causa dell'elevato rischio di desertificazione è la costante mancanza d'acqua, per cui la terra, completamente secca, erosa e mossa dal vento, si trasforma in sabbia, ma anche l'opera dell'uomo con le sue coltivazioni intensive ha contribuito al fenomeno.
È possibile, da un punto di vista tecnico, frenare l'avanzata del deserto: ciò, in parte, è stato realizzato creando una zona verde. Interventi di questo genere, tuttavia, richiedono mezzi, e quindi disponibilità economiche, che allo stato attuale non sono neanche in minima parte in possesso degli Stati del Sahel. In alcuni casi agricoltori locali, come Yacouba Sawadogo, sono riusciti a proporre interventi di agricoltura tradizionale che hanno permesso di ripristinare arbusti e alcune coltivazioni di graminacee in aree limitate.

### Clima, suoli e risorse idriche
Il clima è tropicale semi-arido con precipitazioni annuali da 100 a 1,000 mm, concentrate tra maggio e ottobre, con picco in agosto e da 20 a 60 giorni di pioggia all'anno. Ci sono forti variazioni stagionali e inter-annuali della pluviometria e gravi siccità ricorrenti. I mesi più caldi sono aprile e maggio, quando si registrano massime medie oltre i 40 °C. Le minime si hanno in dicembre e gennaio, con valori raramente inferiori ai 10 °C. L'umidità dell'aria varia da meno di 40% durante la stagione secca, a 70% durante la stagione delle piogge.
I suoli sono prevalentemente sabbiosi, giallo-rossastri e leggermente acidi (5<ph<6) e con bassa ritenzione idrica. Nelle depressioni si possono riscontrare suoli neri argillosi (vertisuoli). I suoli sono poveri in fosforo, azoto e sostanza organica. Secondo l'Organizzazione per l'agricoltura e l'alimentazione (FAO), il 90 per cento dei pascoli e oltre l'80 per cento dei terreni agricoli sarebbe degradato a causa del disboscamento, del sovrappascolo e dell'espansione e intensificazione delle attività agricole.
Non esistono fiumi endogeni. Alcuni fiumi esogeni hanno un ruolo importante per l'agricoltura e l'allevamento: il Senegal in Mali, Mauritania e Senegal; Niger in Mali, Niger, Burkina Faso e Nigeria; il sistema Logone-Chari in Ciad ed il Nilo ed i suoi affluenti in Sudan. L'acqua di falda profonda è scarsa ed i pozzi hanno portate limitate, con poche eccezioni.

### Vegetazione, uso del suolo e sistemi di produzione
La savana nel Sahel si compone generalmente di due elementi principali: uno strato erbaceo dominato da piante annuali, soprattutto graminacee, ed uno strato arbustivo o arboreo alto fino a dieci metri, con densità variabile da 100 a 400 piante per ettaro. La flora, la vegetazione e i pascoli non presentano forti variazioni geografiche andando verso occidente, nonostante le grandi distanze. Ciò si deve alla grande omogeneità del clima, della geomorfologia, dei suoli, e del loro uso. Per contro, il gradiente positivo nord-sud del clima e della vegetazione è fortemente marcato (indicativamente, le precipitazioni aumentano di circa 1 mm per km da nord a sud). Si distinguono nel Sahel il sistema pastorale e quello agropastorale, sedentario o semi-sedentario, che combinano agricoltura e allevamento.
Per il Sahel si adotta spesso la suddivisione seguente, rispondente a criteri fitogeografici, ecologici ed agropastorali:
- la zona sahariano-saheliana, con pluviometria annuale compresa tra 100 e 200 mm;
- la zona saheliana tipica, con pluviometria annuale compresa tra 200 e 700 mm;
- la zona sahelo-sudanese, con pluviometria annuale compresa tra 700 e 1,000 mm.

Nella zona sahariano-saheliana, la stagione piovosa dura tre a quattro mesi. In questa zona non si praticano attività agricole se non in forma oasistica (cereali, ortaggi e fruttiferi). Essa permette da 30 a 40 giorni di pascolo annuale per ettaro con un carico animale di una UBT (Unità Bestiame Tropicale, corrispondente ad un bovino di 250 kg) per 10-12 ettari. Vi praticano il pastoralismo nomade e transumante vari gruppi etnici: i Mauri in Mauritania, Senegal and Mali; i Tuareg in Mali, Burkina Faso e Niger; i Fulani in Senegal, Mali, Niger, Burkina Faso, Ciad, Nigeria; i Teda in Ciad; gli Zaghawa, i Baggara, ed i Kabbabish in Sudan. Il sistema pastorale, dominante in questa zona con mandrie relativamente importanti di bovini e piccoli ruminanti, si basa esclusivamente sullo sfruttamento estensivo delle risorse naturali, senza impiego di fattori esterni, salvo in annate con deficit foraggeri importanti. In questo sistema è essenziale la mobilità degli allevatori e delle mandrie alla ricerca di acqua e pascoli durante la lunga stagione secca ed in caso di siccità prolungate.
La zona saheliana tipica è caratterizzata da una savana ricca di acacie spinose. Il manto erboso è prevalentemente costituito da essenze annuali, utilizzate come pascolo dagli stessi gruppi etnici che insistono sulla zona più a nord. Lo strato arboreo ed arbustivo costituisce una risorsa pabulare importante, in particolare durante la stagione secca essa quando rappresenta la sola fonte di proteine e di carotene. Complessivamente, questa zona permette il pascolo per 80 - 100 giorni all'anno per ettaro, corrispondente a un carico di una UBT per cinque ettari. Con risultati produttivi mediocri e irregolari, vi si coltivano cereali (miglio e sorgo), in particolare nelle zone di deflusso. Il sistema agropastorale, sedentario o semi-sedentario, sviluppato in questa zona, si basa sullo sfruttamento estensivo delle risorse pabulari con mandrie di più ridotta consistenza che beneficiano però di integrazioni alimentari aziendali (residui colturali, foraggi) e/o extra-aziendali; A causa della crescente pressione antropica, queste coltivazioni si vanno espandendo, ovviamente a spese dei pascoli.
Nella zona saheliano-sudanese, la stagione piovosa dura cinque a sei mesi. Qui la savana è dominata da piante legnose della famiglia delle Combretacee e da erbacee annuali, associazione che consente 150 giorni di pascolo all'anno con un carico animale possibile di 3,5 ettari per UBT. È questa un'area di conflitto tra le etnie pastorali e quelle sedentarizzate di agricoltori (gli Ouolof e i Sérèr in Senegal, i Malinké, i Bambara ed i Songhai in Mali; i Songhai, gli Jerma e gli Houassa in Niger, gli Haoussa in Nigeria; i Kanouri in Ciad e in Sudan). Le colture principali sono il miglio, il sorgo e il dolico. In questa zona prevale il sistema agropastorale sedentario. Nelle zone urbane o semi-urbane, ma anche nelle vicinanze di villaggi si praticano il sistema intensivo o semi-intensivo di ingrasso o di produzione lattiera, con stabulazione permanente o temporanea durante alcuni mesi, e l'orticoltura familiare.

## Economia

### Agricoltura
I sistemi di coltivazione messi a punto dall'agricoltura tradizionale nel corso dei secoli si basavano sulla disponibilità quasi illimitata di terreno coltivabile ed un uso estensivo delle risorse. Un'agricoltura itinerante esercitata da popolazioni disperse su ampi spazi che faceva conto sulla rigenerazione naturale della fertilità del suolo o tutt'al più ricorso al maggese ed alla fertilizzazione degli animali al pascolo. D'altro canto, le rotazioni, suscettibili di incrementare la fertilità dei suoli e dunque delle rese, sono impossibili da realizzare laddove le condizioni ambientali non permettono che una scelta molto limitata di colture.
Nel Sahel, i sistemi agro-pastorali sono poco produttivi a causa delle scarse precipitazioni e della povertà dei suoli, gravemente degradati dalla pressione antropica e l'agricoltura rimane asciutta, di sussistenza ed estensiva, dipendente dall'incostanza del clima e poco rispettosa dell'ambiente. Inoltre, questa regione è soggetta ad invasioni periodiche da parte delle locuste, che causano importanti danni alle colture ed al manto vegetale. La produzione agricola è strutturalmente deficitaria nelle zone sahariane, eccedentaria in quelle sudano-saheliane e aleatoria nella zona saheliana tipica..
Colture pluviali come miglio, sorgo e dolico rappresentano gli alimenti base della popolazione mentre l'arachide ed il cotone sono le principali colture commerciali. L'agricoltura dipende quasi completamente dalla pioggia durante tre o quattro mesi l'anno, eccetto lungo i principali fiumi, laghi e i corsi d'acqua stagionali, dove si possono produrre ortaggi e riso in irriguo. Con acqua di falda, si coltivano frumento, frutta e ortaggi nelle oasi delle zone saharo-saheliane. Il sistema di deflusso si pratica nelle depressioni umide e lungo i fiumi, dove le piante utilizzano l'acqua immagazzinata nel suolo e la fertilizzazione limosa.
Le colture pluviali (miglio e sorgo tra i cereali, dolico e arachide tra le leguminose, e sesamo tra le oleaginose) si seminano generalmente al verificarsi delle prime piogge utili su terreni non sempre arati ed erpicati e quasi mai fertilizzati, e beneficiano talvolta di una o due sarchiature. Il cotone, che si coltiva in seccagno e talvolta in irriguo, è fertilizzato in quanto coltura commerciale. Il riso si coltiva in irriguo, per sommersione, si semina o si trapianta in epoche diverse secondo le zone e si coltiva utilizzando tecniche moderne (semente selezionata, preparazione del terreno, fertilizzazione, controllo delle infestanti). Sono irrigati anche gli ortaggi (quelli tradizionali sono cipolla, melanzana, pomodoro, peperone, gombo). I fruttiferi comprendono mango, papaia, guava. I prodotti esportati comprendono cotone, alcuni ortaggi e manghi.

### Allevamento
Nel Sahel, l'allevamento è tradizionalmente estensivo, ma con la crescita demografica e l'aumento del consumo individuale, evolve lentamente. La maggior parte del bestiame è allevato con sistemi nomadi o transumanti con le mandrie che passano la stagione secca al sud e si spostano verso i pascoli settentrionali durante la stagione delle piogge.
Le mandrie sono composte da bovini, caprini, ovini e dromedari. Il bovino tipico è lo zebù, rappresentato da tre specie: Saheliano, Gobra e M'Bororo. Il peso varia da 250 nelle vacche a 400 kg nei tori. Il montone del Sahel e quello del Massina (da lana) sono le razze ovine più rappresentate. Le razze caprine comprendono la capra del Sahel e la Rossiccia di Maradi, la Zaghawa e la Toposa. Esistono numerose specie di dromedari che prendono il nome dalle aree di origine (del Tibesti, del Manga, dell'Adrar, del Gandiol, ecc.).
Oltre alle perdite per deficiente alimentazione foraggera ed idrica, rimangono alte quelle per motivi sanitari, specialmente per gli animali più giovani (malattie infettive, parassiti, carenze nutrizionali). Laddove i fattori ambientali, alimentari e sanitari sono più sfavorevoli, la mortalità può sfiorare tassi del 20%. A livello regionale, nonostante il parco bestiame sia in continuo aumento, la produzione zootecnica non soddisfa la crescente domanda e si prevede che questo deficit aumenti.

## Politica
Cinque stati del Sahel (Mauritania, Mali, Burkina Faso, Niger e Ciad) sono organizzati nel G5 Sahel, un quadro istituzionale di coordinamento e monitoraggio della cooperazione regionale in materia di politiche di sviluppo e sicurezza, creata durante un summit del 15 gennaio 2014.

## Crisi alimentare e siccità
Da sempre, vivere in questo ambiente semi-desertico è difficile per l'uomo. A causa di mutamenti climatici e del conseguente forte aumento nei prezzi dei beni agricoli, nella regione sono esplose, a più riprese, vere e proprie crisi umanitarie. 

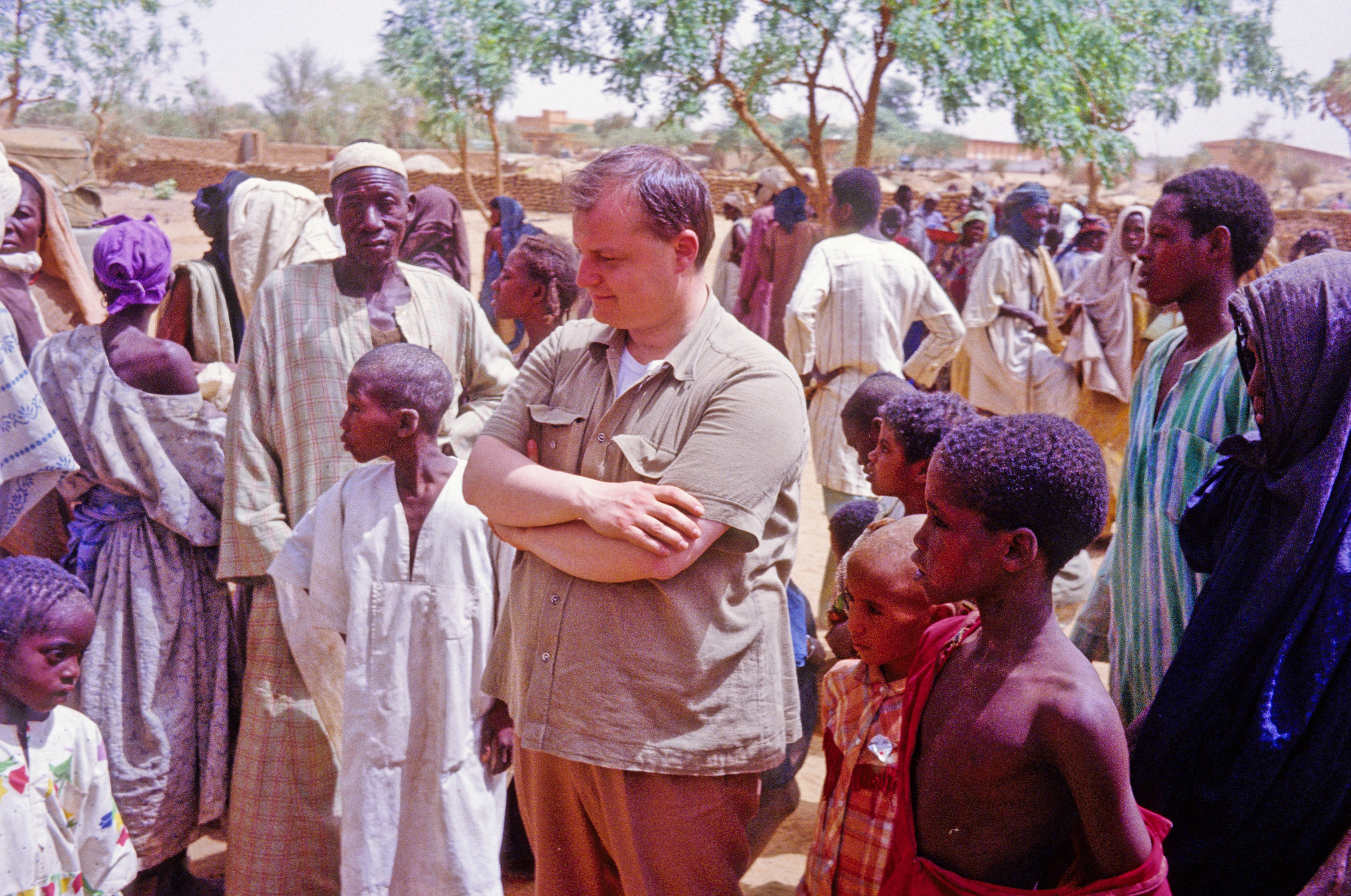
Massimo Barra della Federazione internazionale delle società di Croce Rossa e Mezzaluna Rossa in Niger nel 1985, nel corso dell’Operazione Sahel'85

Nel triennio 1983-1985, nell’area subsahariana (fino all’Etiopia) si è verificata una prolungata siccità, con conseguente crisi umanitaria e numerose operazioni internazionali di soccorso, anche italiane, sono intervenute.
In tutta l'area sono coinvolti da questa emergenza circa 15 milioni di abitanti; si stima inoltre che più di un milione di bambini nel 2011 saranno a rischio elevato di malnutrizione grave.
Nel marzo 2012 l'UNICEF ha lanciato un appello per aiutare la popolazione e far parlare dell'emergenza. Secondo un comunicato di Medici senza frontiere, riportato dai principali media, nello stesso anno 2012 un milione di bambini affetti da malnutrizione severa avrebbero avuto bisogno di cure: il numero più alto nella storia degli aiuti umanitari.